# Teatro Rex (Concepción)
El Teatro Rex, que también se llamó Teatro Ópera, fue una conocida sala de cine que existió en la ciudad chilena de Concepción, inaugurada en 1938 durante la época de consolidación del cine en la ciudad, estando más alejado de la zona céntrica de entonces, adonde ya existían otras prestigiosas salas de cine como el Teatro Splendid.

## Historia
El Teatro Rex o Teatro Ópera se inauguró en 1938, época durante la cual se crearon muchas salas de proyecciones en la ciudad de Concepción. A diferencia de otras salas más céntricas, como el Teatro Splendid, ésta se ubicó en Rengo, entre las calles Los Carrera y Heras, en un sector que pese a ser actualmente parte del centro comercial de la ciudad, por aquel entonces era una zona más residencial.

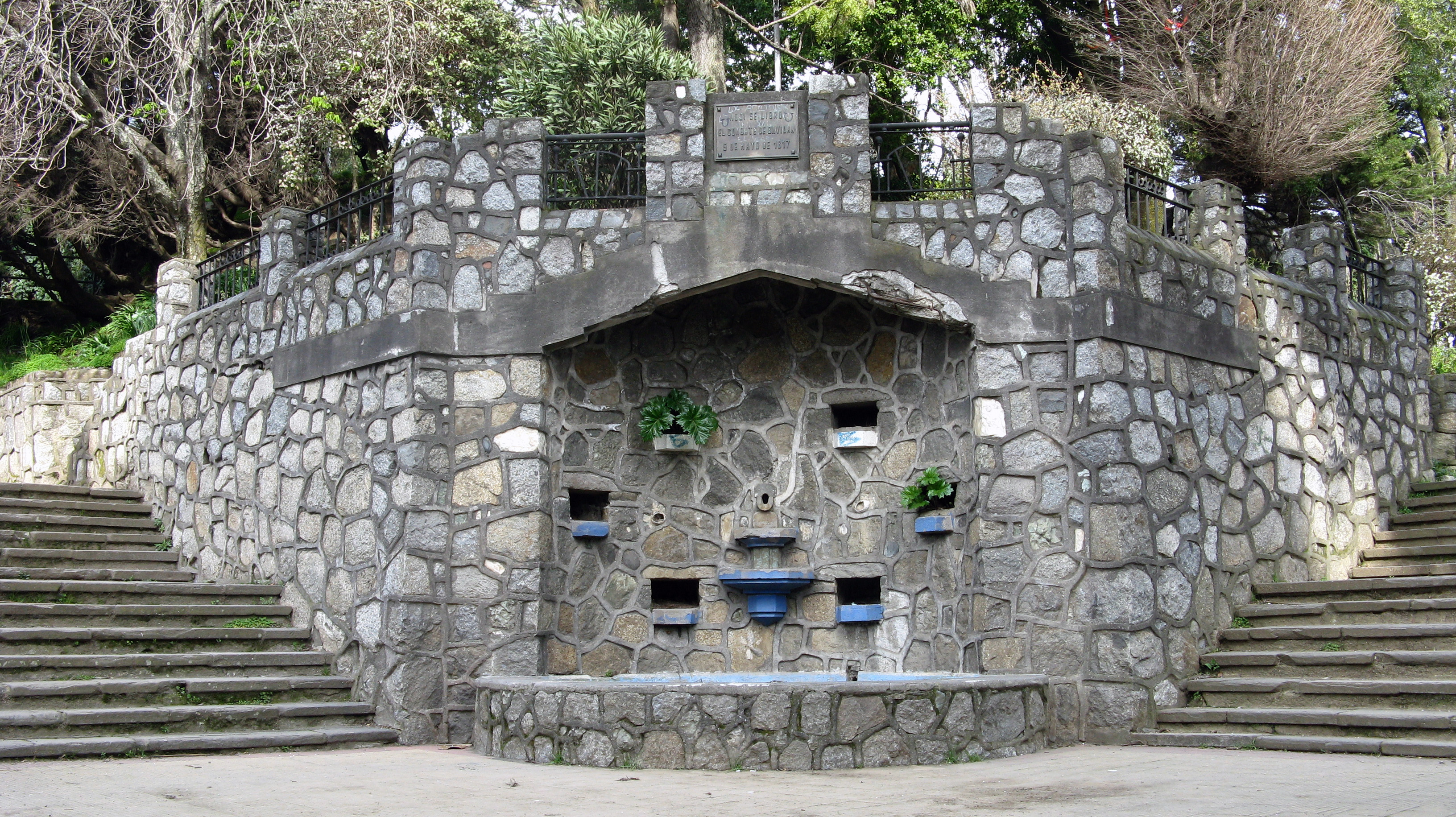
Entrada del Cerro Amarillo, a sólo una cuadra de donde estaba el Teatro.

Esta sala de espectáculos se caracterizó por la proyección de películas mexicanas y westerns, además de presentarse en ella obras de teatro y revistas. En sus alrededores se ubicaban varias confiterías, y su cercanía con el Cerro Amarillo lo convertían en un concurrido paseo penquista.
El teatro cerró a fines de los años 1970, convirtiéndose en un mercado de abastos, actualmente llamado Vega El Esfuerzo. Desde entonces el interior del teatro ha sido modificado para su nuevo propósito, y los niveles superiores del antiguo teatro se encuentran en continuo deterioro, debido a su abandono y al uso como bodegas que le han dado los mismos comerciantes del mercado.

## Características
El edificio fue diseñado por el arquitecto Eduardo Enríquez del P., continuando con la estética arquitectónica del Teatro Splendid, diseñado por Guillermo Schneider, si bien en este caso se abandona el estilo art déco. Posee líneas simples y elementos decorativos limpios, una fachada simétrica y sencilla, pero en la que destaca una gran marquesina vertical de una pieza que servía como letrero en donde se podía leer el nombre del teatro.
Tras su cierre a fines de la década de 1970, la pendiente de la platea se rellenó para nivelar el suelo, se retiraron las gradas, se construyó un improvisado segundo nivel utilizando una estructura metálica, de modo de amplias la superficie usable del recinto, se destruyó el escenario y se tapiaron los accesos a los niveles superiores.